# Liste der Nummer-eins-Hits in Frankreich (2021)
Diese Liste der Nummer-eins-Hits in Frankreich 2021 basiert auf den offiziellen Chartlisten des Syndicat National de l’édition Phonographique (SNEP), der französischen Landesgruppe der IFPI. Die Liste gibt die Nummer-eins-Platzierungen der Top Singles und der Top Albums wieder.

## Singles
| ← 2020 ← | Liste der Nummer-eins-Hits in Frankreich | Liste der Nummer-eins-Hits in Frankreich                  | Liste der Nummer-eins-Hits in Frankreich | 2022 →                    |
| \| Zeitraum \| Wo. ges. \| Interpret \| Titel Autor(en) \| Zusätzliche Informationen \| \| (Zeitraum, Wochen auf Platz eins, Interpret, Titel, Autor[en], zusätzliche Informationen) \| \| \| \| \| \| ----------------------------------------------------------------------------------------- \| -------- \| --------------------------------------------------------- \| -------------------------------------------------------------------------------------------------------------------------------------------------------------------------------------------------------------------------------- \| ------------------------- \| \| 18. Dezember 2020 – 7. Januar 2021 3 Wochen \| 3 \| Jul & Sch \| Mother Fuck Julien François Alain Mari, Julien Schwarzer \| – \| \| 8. Januar 2021 – 28. Januar 2021 3 Wochen (insgesamt 5) \| 5 \| Dua Lipa feat. Angèle \| Fever Dua Lipa, Caroline Ailin Buvik Furøyen, Angèle Aimée Joséphine Van Laeken, Jacob Kasher Hindlin, Ian Eric Kirkpatrick, Julia Carin Cavazos \| – \| \| 29. Januar 2021 – 11. Februar 2021 2 Wochen \| 2 \| Booba \| Ratpi World René Dif, Claus Norreen, Søren Rasted, Lene Crawford Nystrøm, Johnny Mosegaard Pedersen, Karsten Rene Dahlgaard, Yannick Stephane Messanh Mahouto, Élie Thitia Yaffa \| – \| \| 12. Februar 2021 – 18. Februar 2021 1 Woche \| 1 \| Sch \| Marché noir Musik: Morgan Emmanuel Nicolas Rouquet, Text: Julien Schwarzer \| – \| \| 19. Februar 2021 – 4. März 2021 2 Wochen (insgesamt 5) \| 5 \| Dua Lipa feat. Angèle \| Fever Dua Lipa, Caroline Ailin Buvik Furøyen, Angèle Aimée Joséphine Van Laeken, Jacob Kasher Hindlin, Ian Eric Kirkpatrick, Julia Carin Cavazos \| – \| \| 5. März 2021 – 11. März 2021 1 Woche \| 1 \| Tayc \| Le temps Raphaël Aurelien Nyamien Loua, Julien Franck Bouadjie Kamgang \| – \| \| 12. März 2021 – 25. März 2021 2 Wochen \| 2 \| Booba feat. JSX \| Mona Lisa Chris Tsika Kabala, Malika Zoubir, Ahmed-Anis Tamim, Khalid Ahlalou, Élie Thitia Yaffa, Jason Koutay Elice \| – \| \| 26. März 2021 – 1. April 2021 1 Woche \| 1 \| Sch feat. Freeze Corleone \| Mannschaft Musik: Noah Theo Gautheron; Text: Issa Lorenzo Diakhaté, Julien Schwarzer \| – \| \| 2. April 2021 – 8. April 2021 1 Woche \| 1 \| Moha K \| Vroum vroum Musik: Mickael Zola, Loïc Didier Sainte-Rose, Ethan Axel N’Dofunsu, Moritz Pomp, Samin Khan; Text: Mohamed Ait El-Kaid \| – \| \| 9. April 2021 – 29. April 2021 3 Wochen \| 3 \| Lil Nas X \| Montero (Call Me by Your Name) Montero Lamar Hill, David Charles Marshall Biral, Denzel Michael Akil Baptiste, Rosario Peter Lenzo IV, Omer Fedi \| – \| \| 30. April 2021 – 6. Mai 2021 1 Woche (insgesamt 10) \| 10 \| Naps \| La kiffance Kamel Kasmi, Nabil Boukhobza, Mohamed Zeghoudi \| – \| \| 7. Mai 2021 – 13. Mai 2021 1 Woche \| 1 \| Damso \| Morose William Kalubi Mwamba, Elvin Bayete Galland, Zaki Ghafir \| – \| \| 14. Mai 2021 – 10. Juni 2021 4 Wochen (insgesamt 10) \| 10 \| Naps \| La kiffance Kamel Kasmi, Nabil Boukhobza, Mohamed Zeghoudi \| – \| \| 11. Juni 2021 – 22. Juli 2021 6 Wochen \| 6 \| Soso Maness feat. PLK \| Petrouchka Sofien Akim Manessour, Julien Saint Charles, Junior Bula Monga, Mathieu Claude Daniel Pruski \| – \| \| 23. Juli 2021 – 26. August 2021 5 Wochen (insgesamt 10) \| 10 \| Naps \| La kiffance Kamel Kasmi, Nabil Boukhobza, Mohamed Zeghoudi \| – \| \| 27. August 2021 – 30. September 2021 5 Wochen \| 5 \| Oboy \| TDB Aloïs Sergino Zandry, Guy Pascal Ziré, Yohan Vivien Blaise Yelesset Batantou, Mihaja Hery Tiana Ramiarinarivo \| – \| \| 1. Oktober 2021 – 28. Oktober 2021 4 Wochen (insgesamt 5) \| 5 \| Ckay feat. Kuamí Eugene & Joeboy / feat. Pronto & Eunique \| Love Nwantiti (Remix) Chukwuka Chukwuma Ekweani, Joseph Akinwale Akinfenwa-Donus, Eugène Kwame Marfo / Michael Chigozie Alagwu, Ferdinand Owusu-Ansah \| – \| \| 29. Oktober 2021 – 4. November 2021 1 Woche \| 1 \| Le Classico Organisé \| Loi de la calle Adrien Van Nieuwenborg, Karim Zenoud, Kassimou Djae, Christophe Antoine Carmona, Younes Latifi, Julien François Alain Mari, Davy Ngoma Di Malonda, Foued Nabba, Noureddine Bahri \| – \| \| 5. November 2021 – 11. November 2021 1 Woche (insgesamt 5) \| 5 \| Ckay feat. Kuamí Eugene & Joeboy / feat. Pronto & Eunique \| Love Nwantiti (Remix) Chukwuka Chukwuma Ekweani, Joseph Akinwale Akinfenwa-Donus, Eugène Kwame Marfo / Michael Chigozie Alagwu, Ferdinand Owusu-Ansah \| – \| \| 12. November 2021 – 25. November 2021 2 Wochen \| 2 \| Le Classico Organisé \| Le Classico Organisé Julien François Alain Mari, Nabil Boukhobza, Ibrahima Diakité, Marcel Loutarila Junior, Julien Schwarzer, Mathieu Claude Daniel Pruski, Guy Fernand Kapata, Kamel Kasmi, Sofien Akim Manessour, Foued Nabba \| – \| \| 26. November 2021 – 2. Dezember 2021 1 Woche \| 1 \| Orelsan \| L’odeur de l’essence Musik: Adam Preau, Matthieu Le Carpentier; Text: Aurélien Cotentin \| – \| \| 3. Dezember 2021 – 9. Dezember 2021 1 Woche \| 1 \| Orelsan \| Jour meilleur Musik: Matthieu Le Carpentier; Text: Aurélien Cotentin \| – \| \| 10. Dezember 2021 – 20. Januar 2022 6 Wochen (insgesamt 9) \| 9 \| Ninho \| Jefe Philipp Bock, Nicolas Anthony Stenz, Arthur Minasyan, William Levi Nzobazola \| – \| |                                          |                                                           | |                           |
| ← 2020 |                                          |                                                           | | → 2022 →                  |
| Zeitraum | Wo. ges.                                 | Interpret                                                 | Titel Autor(en) | Zusätzliche Informationen |
| (Zeitraum, Wochen auf Platz eins, Interpret, Titel, Autor[en], zusätzliche Informationen) |                                          |                                                           | |                           |
| 18. Dezember 2020 – 7. Januar 2021 3 Wochen | 3                                        | Jul & Sch                                                 | Mother Fuck Julien François Alain Mari, Julien Schwarzer | –                         |
| 8. Januar 2021 – 28. Januar 2021 3 Wochen (insgesamt 5) | 5                                        | Dua Lipa feat. Angèle                                     | Fever Dua Lipa, Caroline Ailin Buvik Furøyen, Angèle Aimée Joséphine Van Laeken, Jacob Kasher Hindlin, Ian Eric Kirkpatrick, Julia Carin Cavazos                                                                                 | –                         |
| 29. Januar 2021 – 11. Februar 2021 2 Wochen | 2                                        | Booba                                                     | Ratpi World René Dif, Claus Norreen, Søren Rasted, Lene Crawford Nystrøm, Johnny Mosegaard Pedersen, Karsten Rene Dahlgaard, Yannick Stephane Messanh Mahouto, Élie Thitia Yaffa                                                 | –                         |
| 12. Februar 2021 – 18. Februar 2021 1 Woche | 1                                        | Sch                                                       | Marché noir Musik: Morgan Emmanuel Nicolas Rouquet, Text: Julien Schwarzer | –                         |
| 19. Februar 2021 – 4. März 2021 2 Wochen (insgesamt 5) | 5                                        | Dua Lipa feat. Angèle                                     | Fever Dua Lipa, Caroline Ailin Buvik Furøyen, Angèle Aimée Joséphine Van Laeken, Jacob Kasher Hindlin, Ian Eric Kirkpatrick, Julia Carin Cavazos                                                                                 | –                         |
| 5. März 2021 – 11. März 2021 1 Woche | 1                                        | Tayc                                                      | Le temps Raphaël Aurelien Nyamien Loua, Julien Franck Bouadjie Kamgang | –                         |
| 12. März 2021 – 25. März 2021 2 Wochen | 2                                        | Booba feat. JSX                                           | Mona Lisa Chris Tsika Kabala, Malika Zoubir, Ahmed-Anis Tamim, Khalid Ahlalou, Élie Thitia Yaffa, Jason Koutay Elice | –                         |
| 26. März 2021 – 1. April 2021 1 Woche | 1                                        | Sch feat. Freeze Corleone                                 | Mannschaft Musik: Noah Theo Gautheron; Text: Issa Lorenzo Diakhaté, Julien Schwarzer | –                         |
| 2. April 2021 – 8. April 2021 1 Woche | 1                                        | Moha K                                                    | Vroum vroum Musik: Mickael Zola, Loïc Didier Sainte-Rose, Ethan Axel N’Dofunsu, Moritz Pomp, Samin Khan; Text: Mohamed Ait El-Kaid                                                                                               | –                         |
| 9. April 2021 – 29. April 2021 3 Wochen | 3                                        | Lil Nas X                                                 | Montero (Call Me by Your Name) Montero Lamar Hill, David Charles Marshall Biral, Denzel Michael Akil Baptiste, Rosario Peter Lenzo IV, Omer Fedi                                                                                 | –                         |
| 30. April 2021 – 6. Mai 2021 1 Woche (insgesamt 10) | 10                                       | Naps                                                      | La kiffance Kamel Kasmi, Nabil Boukhobza, Mohamed Zeghoudi | –                         |
| 7. Mai 2021 – 13. Mai 2021 1 Woche | 1                                        | Damso                                                     | Morose William Kalubi Mwamba, Elvin Bayete Galland, Zaki Ghafir | –                         |
| 14. Mai 2021 – 10. Juni 2021 4 Wochen (insgesamt 10) | 10                                       | Naps                                                      | La kiffance Kamel Kasmi, Nabil Boukhobza, Mohamed Zeghoudi | –                         |
| 11. Juni 2021 – 22. Juli 2021 6 Wochen | 6                                        | Soso Maness feat. PLK                                     | Petrouchka Sofien Akim Manessour, Julien Saint Charles, Junior Bula Monga, Mathieu Claude Daniel Pruski | –                         |
| 23. Juli 2021 – 26. August 2021 5 Wochen (insgesamt 10) | 10                                       | Naps                                                      | La kiffance Kamel Kasmi, Nabil Boukhobza, Mohamed Zeghoudi | –                         |
| 27. August 2021 – 30. September 2021 5 Wochen | 5                                        | Oboy                                                      | TDB Aloïs Sergino Zandry, Guy Pascal Ziré, Yohan Vivien Blaise Yelesset Batantou, Mihaja Hery Tiana Ramiarinarivo | –                         |
| 1. Oktober 2021 – 28. Oktober 2021 4 Wochen (insgesamt 5) | 5                                        | Ckay feat. Kuamí Eugene & Joeboy / feat. Pronto & Eunique | Love Nwantiti (Remix) Chukwuka Chukwuma Ekweani, Joseph Akinwale Akinfenwa-Donus, Eugène Kwame Marfo / Michael Chigozie Alagwu, Ferdinand Owusu-Ansah                                                                            | –                         |
| 29. Oktober 2021 – 4. November 2021 1 Woche | 1                                        | Le Classico Organisé                                      | Loi de la calle Adrien Van Nieuwenborg, Karim Zenoud, Kassimou Djae, Christophe Antoine Carmona, Younes Latifi, Julien François Alain Mari, Davy Ngoma Di Malonda, Foued Nabba, Noureddine Bahri                                 | –                         |
| 5. November 2021 – 11. November 2021 1 Woche (insgesamt 5) | 5                                        | Ckay feat. Kuamí Eugene & Joeboy / feat. Pronto & Eunique | Love Nwantiti (Remix) Chukwuka Chukwuma Ekweani, Joseph Akinwale Akinfenwa-Donus, Eugène Kwame Marfo / Michael Chigozie Alagwu, Ferdinand Owusu-Ansah                                                                            | –                         |
| 12. November 2021 – 25. November 2021 2 Wochen | 2                                        | Le Classico Organisé                                      | Le Classico Organisé Julien François Alain Mari, Nabil Boukhobza, Ibrahima Diakité, Marcel Loutarila Junior, Julien Schwarzer, Mathieu Claude Daniel Pruski, Guy Fernand Kapata, Kamel Kasmi, Sofien Akim Manessour, Foued Nabba | –                         |
| 26. November 2021 – 2. Dezember 2021 1 Woche | 1                                        | Orelsan                                                   | L’odeur de l’essence Musik: Adam Preau, Matthieu Le Carpentier; Text: Aurélien Cotentin | –                         |
| 3. Dezember 2021 – 9. Dezember 2021 1 Woche | 1                                        | Orelsan                                                   | Jour meilleur Musik: Matthieu Le Carpentier; Text: Aurélien Cotentin | –                         |
| 10. Dezember 2021 – 20. Januar 2022 6 Wochen (insgesamt 9) | 9                                        | Ninho                                                     | Jefe Philipp Bock, Nicolas Anthony Stenz, Arthur Minasyan, William Levi Nzobazola | –                         |

## Alben
| ← 2020 ← | Liste der Nummer-eins-Hits in Frankreich | Liste der Nummer-eins-Hits in Frankreich | Liste der Nummer-eins-Hits in Frankreich | 2022 →                                                                                                |
| \| Zeitraum \| Wo. ges. \| Interpret \| Titel \| Zusätzliche Informationen \| \| (Zeitraum, Wochen auf Platz eins, Interpret, Titel, zusätzliche Informationen) \| \| \| \| \| \| ------------------------------------------------------------------------------ \| -------- \| --------------- \| -------------------------------------- \| ----------------------------------------------------------------------------------------------------- \| \| 1. Januar 2021 – 14. Januar 2021 2 Wochen (insgesamt 3) \| 3 \| Jul \| Loin du monde \| – \| \| 15. Januar 2021 – 21. Januar 2021 1 Woche \| 1 \| Zkr \| Dans les mains \| – \| \| 22. Januar 2021 – 28. Januar 2021 1 Woche \| 1 \| Mister V \| MVP Reedition \| – \| \| 29. Januar 2021 – 4. Februar 2021 1 Woche (insgesamt 3) \| 3 \| Jul \| Loin du monde \| – \| \| 5. Februar 2021 – 11. Februar 2021 1 Woche \| 1 \| Bénabar \| Indocile heureux \| – \| \| 12. Februar 2021 – 18. Februar 2021 1 Woche \| 1 \| Hamza \| 140 BPM 2 \| – \| \| 19. Februar 2021 – 25. Februar 2021 1 Woche \| 1 \| Julien Clerc \| Terrien \| – \| \| 26. Februar 2021 – 4. März 2021 1 Woche \| 1 \| Elsa Esnoult \| 5 \| – \| \| 5. März 2021 – 11. März 2021 1 Woche \| 1 \| Gazo \| Drill FR \| – \| \| 12. März 2021 – 25. März 2021 2 Wochen \| 2 \| Les Enfoirés \| Les Enfoirés 2021 – À côté de vous \| – \| \| 26. März 2021 – 1. April 2021 1 Woche (insgesamt 3) \| 3 \| Sch \| Jvlivs II \| – \| \| 2. April 2021 – 8. April 2021 1 Woche \| 1 \| Djadja & Dinaz \| Spleen \| – \| \| 9. April 2021 – 15. April 2021 1 Woche \| 1 \| Naps \| Les mains faites pour l’or \| – \| \| 16. April 2021 – 22. April 2021 1 Woche (insgesamt 3) \| 3 \| Sch \| Jvlivs II \| – \| \| 23. April 2021 – 29. April 2021 1 Woche \| 1 \| 47ter \| Légende \| – \| \| 30. April 2021 – 6. Mai 2021 1 Woche (insgesamt 3) \| 3 \| Sch \| Jvlivs II \| – \| \| 7. Mai 2021 – 27. Mai 2021 3 Wochen (insgesamt 5) \| 5 \| Damso \| QALF \| – \| \| 28. Mai 2021 – 3. Juni 2021 1 Woche \| 1 \| Sofiane \| La direction \| – \| \| 4. Juni 2021 – 10. Juni 2021 1 Woche \| 1 \| Maître Gims \| Le fléau \| – \| \| 11. Juni 2021 – 17. Juni 2021 1 Woche \| 1 \| Soso Maness \| Avec le temps \| – \| \| 18. Juni 2021 – 1. Juli 2021 2 Wochen \| 2 \| Clara Luciani \| Cœur \| – \| \| 2. Juli 2021 – 22. Juli 2021 3 Wochen (insgesamt 5) \| 5 \| Jul \| Demain ça ira \| – \| \| 23. Juli 2021 – 5. August 2021 2 Wochen \| 2 \| Laylow \| L’étrange histoire de Mr. Anderson \| – \| \| 6. August 2021 – 12. August 2021 1 Woche \| 1 \| Billie Eilish \| Happier Than Ever \| – \| \| 13. August 2021 – 26. August 2021 2 Wochen (insgesamt 5) \| 5 \| Jul \| Demain ça ira \| – \| \| 27. August 2021 – 2. September 2021 1 Woche \| 1 \| Mylène Farmer \| Plus grandir – Best of 1986 / 1996 \| – \| \| 3. September 2021 – 9. September 2021 1 Woche \| 1 \| Kanye West \| Donda \| – \| \| 10. September 2021 – 16. September 2021 1 Woche \| 1 \| Soprano \| Chasseur d’étoiles \| – \| \| 17. September 2021 – 23. September 2021 1 Woche \| 1 \| Johnny Hallyday \| Johnny acte II – L’histoire continue … \| Das Album ist die Fortsetzung des Nummer-eins-Albums Johnny von 2019 und Hallydays 21. Spitzenreiter. \| \| 24. September 2021 – 30. September 2021 1 Woche \| 1 \| Florent Pagny \| L’avenir \| – \| \| 1. Oktober 2021 – 7. Oktober 2021 1 Woche \| 1 \| Leto \| 17 % \| – \| \| 8. Oktober 2021 – 14. Oktober 2021 1 Woche \| 1 \| Amel Bent \| Vivante \| – \| \| 15. Oktober 2021 – 21. Oktober 2021 1 Woche \| 1 \| Naps \| Best Life \| – \| \| 22. Oktober 2021 – 4. November 2021 2 Wochen \| 2 \| Coldplay \| Music of the Spheres \| – \| \| 5. November 2021 – 11. November 2021 1 Woche \| 1 \| Ed Sheeran \| = \| – \| \| 12. November 2021 – 18. November 2021 1 Woche \| 1 \| ABBA \| Voyage \| – \| \| 19. November 2021 – 25. November 2021 1 Woche \| 1 \| Ziak \| Akimbo \| – \| \| 26. November 2021 – 9. Dezember 2021 2 Wochen (insgesamt 8) \| 8 \| Orelsan \| Civilisation \| – \| \| 10. Dezember 2021 – 16. Dezember 2021 1 Woche (insgesamt 4) \| 4 \| Ninho \| Jefe \| – \| \| 17. Dezember 2021 – 23. Dezember 2021 1 Woche (insgesamt 8) \| 8 \| Orelsan \| Civilisation \| – \| \| 24. Dezember 2021 – 30. Dezember 2021 1 Woche \| 1 \| Adele \| 30 \| – \| \| 31. Dezember 2021 – 6. Januar 2022 1 Woche (insgesamt 8) \| 8 \| Orelsan \| Civilisation \| – \| |                                          |                                          |                                          | |
| ← 2020 |                                          |                                          |                                          | → 2022 →                                                                                              |
| Zeitraum | Wo. ges.                                 | Interpret                                | Titel                                    | Zusätzliche Informationen                                                                             |
| (Zeitraum, Wochen auf Platz eins, Interpret, Titel, zusätzliche Informationen) |                                          |                                          |                                          | |
| 1. Januar 2021 – 14. Januar 2021 2 Wochen (insgesamt 3) | 3                                        | Jul                                      | Loin du monde                            | – |
| 15. Januar 2021 – 21. Januar 2021 1 Woche | 1                                        | Zkr                                      | Dans les mains                           | – |
| 22. Januar 2021 – 28. Januar 2021 1 Woche | 1                                        | Mister V                                 | MVP Reedition                            | – |
| 29. Januar 2021 – 4. Februar 2021 1 Woche (insgesamt 3) | 3                                        | Jul                                      | Loin du monde                            | – |
| 5. Februar 2021 – 11. Februar 2021 1 Woche | 1                                        | Bénabar                                  | Indocile heureux                         | – |
| 12. Februar 2021 – 18. Februar 2021 1 Woche | 1                                        | Hamza                                    | 140 BPM 2                                | – |
| 19. Februar 2021 – 25. Februar 2021 1 Woche | 1                                        | Julien Clerc                             | Terrien                                  | – |
| 26. Februar 2021 – 4. März 2021 1 Woche | 1                                        | Elsa Esnoult                             | 5                                        | – |
| 5. März 2021 – 11. März 2021 1 Woche | 1                                        | Gazo                                     | Drill FR                                 | – |
| 12. März 2021 – 25. März 2021 2 Wochen | 2                                        | Les Enfoirés                             | Les Enfoirés 2021 – À côté de vous       | – |
| 26. März 2021 – 1. April 2021 1 Woche (insgesamt 3) | 3                                        | Sch                                      | Jvlivs II                                | – |
| 2. April 2021 – 8. April 2021 1 Woche | 1                                        | Djadja & Dinaz                           | Spleen                                   | – |
| 9. April 2021 – 15. April 2021 1 Woche | 1                                        | Naps                                     | Les mains faites pour l’or               | – |
| 16. April 2021 – 22. April 2021 1 Woche (insgesamt 3) | 3                                        | Sch                                      | Jvlivs II                                | – |
| 23. April 2021 – 29. April 2021 1 Woche | 1                                        | 47ter                                    | Légende                                  | – |
| 30. April 2021 – 6. Mai 2021 1 Woche (insgesamt 3) | 3                                        | Sch                                      | Jvlivs II                                | – |
| 7. Mai 2021 – 27. Mai 2021 3 Wochen (insgesamt 5) | 5                                        | Damso                                    | QALF                                     | – |
| 28. Mai 2021 – 3. Juni 2021 1 Woche | 1                                        | Sofiane                                  | La direction                             | – |
| 4. Juni 2021 – 10. Juni 2021 1 Woche | 1                                        | Maître Gims                              | Le fléau                                 | – |
| 11. Juni 2021 – 17. Juni 2021 1 Woche | 1                                        | Soso Maness                              | Avec le temps                            | – |
| 18. Juni 2021 – 1. Juli 2021 2 Wochen | 2                                        | Clara Luciani                            | Cœur                                     | – |
| 2. Juli 2021 – 22. Juli 2021 3 Wochen (insgesamt 5) | 5                                        | Jul                                      | Demain ça ira                            | – |
| 23. Juli 2021 – 5. August 2021 2 Wochen | 2                                        | Laylow                                   | L’étrange histoire de Mr. Anderson       | – |
| 6. August 2021 – 12. August 2021 1 Woche | 1                                        | Billie Eilish                            | Happier Than Ever                        | – |
| 13. August 2021 – 26. August 2021 2 Wochen (insgesamt 5) | 5                                        | Jul                                      | Demain ça ira                            | – |
| 27. August 2021 – 2. September 2021 1 Woche | 1                                        | Mylène Farmer                            | Plus grandir – Best of 1986 / 1996       | – |
| 3. September 2021 – 9. September 2021 1 Woche | 1                                        | Kanye West                               | Donda                                    | – |
| 10. September 2021 – 16. September 2021 1 Woche | 1                                        | Soprano                                  | Chasseur d’étoiles                       | – |
| 17. September 2021 – 23. September 2021 1 Woche | 1                                        | Johnny Hallyday                          | Johnny acte II – L’histoire continue …   | Das Album ist die Fortsetzung des Nummer-eins-Albums Johnny von 2019 und Hallydays 21. Spitzenreiter. |
| 24. September 2021 – 30. September 2021 1 Woche | 1                                        | Florent Pagny                            | L’avenir                                 | – |
| 1. Oktober 2021 – 7. Oktober 2021 1 Woche | 1                                        | Leto                                     | 17 %                                     | – |
| 8. Oktober 2021 – 14. Oktober 2021 1 Woche | 1                                        | Amel Bent                                | Vivante                                  | – |
| 15. Oktober 2021 – 21. Oktober 2021 1 Woche | 1                                        | Naps                                     | Best Life                                | – |
| 22. Oktober 2021 – 4. November 2021 2 Wochen | 2                                        | Coldplay                                 | Music of the Spheres                     | – |
| 5. November 2021 – 11. November 2021 1 Woche | 1                                        | Ed Sheeran                               | =                                        | – |
| 12. November 2021 – 18. November 2021 1 Woche | 1                                        | ABBA                                     | Voyage                                   | – |
| 19. November 2021 – 25. November 2021 1 Woche | 1                                        | Ziak                                     | Akimbo                                   | – |
| 26. November 2021 – 9. Dezember 2021 2 Wochen (insgesamt 8) | 8                                        | Orelsan                                  | Civilisation                             | – |
| 10. Dezember 2021 – 16. Dezember 2021 1 Woche (insgesamt 4) | 4                                        | Ninho                                    | Jefe                                     | – |
| 17. Dezember 2021 – 23. Dezember 2021 1 Woche (insgesamt 8) | 8                                        | Orelsan                                  | Civilisation                             | – |
| 24. Dezember 2021 – 30. Dezember 2021 1 Woche | 1                                        | Adele                                    | 30                                       | – |
| 31. Dezember 2021 – 6. Januar 2022 1 Woche (insgesamt 8) | 8                                        | Orelsan                                  | Civilisation                             | – |

## Jahreshitparaden
| ← 2020 ← | Liste der Nummer-eins-Hits in Frankreich | Liste der Nummer-eins-Hits in Frankreich        | Liste der Nummer-eins-Hits in Frankreich | 2022 →   |
| \| Singles \| Position# \| Alben \| \| ------------------------------------------------------------------------------------------------------------------------------------------------------------------------------------------------------------------------------------------------- \| --------- \| ----------------------------------------------- \| \| La kiffance Naps Kamel Kasmi, Nabil Boukhobza, Mohamed Zeghoudi \| 1 \| Civilisation Orelsan \| \| Petrouchka Soso Maness feat. PLK Sofien Akim Manessour, Julien Saint Charles, Junior Bula Monga, Mathieu Claude Daniel Pruski \| 2 \| Mesdames Grand Corps Malade \| \| TDB Oboy Aloïs Sergino Zandry, Guy Pascal Ziré, Yohan Vivien Blaise Yelesset Batantou, Mihaja Hery Tiana Ramiarinarivo \| 3 \| Les Enfoirés 2021 – À côté de vous Les Enfoirés \| \| Bande organisée 13 Organisé feat. Jul, Houari, Solda, Elams, Kofs, Soso Maness, Sch & Naps Julien François Alain Mari, Mohamed Houari Arif, Abdou Fatahou Ali, Elamine Ali, Foued Nabba, Sofien Akim Manessour, Julien Schwarzer, Nabil Boukhobza \| 4 \| Jvlivs II Julien Schwarzer \| \| Montero (Call Me by Your Name) Lil Nas X Montero Lamar Hill, David Charles Marshall Biral, Denzel Michael Akil Baptiste, Rosario Peter Lenzo IV, Omer Fedi \| 5 \| QALF Damso \| \| Save Your Tears The Weeknd Martin Karl Sandberg, Abel Tesfaye, Ahmad Balshe, Oscar Thomas Holter, Jason Matthew Quenneville \| 6 \| 30 Adele \| \| Le temps Tayc Raphaël Aurelien Nyamien Loua, Julien Franck Bouadjie Kamgang \| 7 \| N’attendons pas Vianney \| \| Fever Dua Lipa feat. Angèle Dua Lipa, Caroline Ailin Buvik Furøyen, Angèle Aimée Joséphine Van Laeken, Jacob Kasher Hindlin, Ian Eric Kirkpatrick, Julia Carin Cavazos \| 8 \| Demain ça ira Jul \| \| La Seleção Alonzo feat. Naps & Jul Julien François Alain Mari, Nabil Boukhobza, Kamel Kasmi, Kassimou Djae \| 9 \| Versus Vitaa & Slimane \| \| Mona Lisa Booba feat. JSX Chris Tsika Kabala, Malika Zoubir, Ahmed-Anis Tamim, Khalid Ahlalou, Élie Thitia Yaffa, Jason Koutay Elice \| 10 \| Chasseur d’étoiles Soprano \| |                                          |                                                 |                                          |          |
| ← 2020 |                                          |                                                 |                                          | → 2022 → |
| Singles | Position#                                | Alben                                           |                                          |          |
| La kiffance Naps Kamel Kasmi, Nabil Boukhobza, Mohamed Zeghoudi | 1                                        | Civilisation Orelsan                            |                                          |          |
| Petrouchka Soso Maness feat. PLK Sofien Akim Manessour, Julien Saint Charles, Junior Bula Monga, Mathieu Claude Daniel Pruski | 2                                        | Mesdames Grand Corps Malade                     |                                          |          |
| TDB Oboy Aloïs Sergino Zandry, Guy Pascal Ziré, Yohan Vivien Blaise Yelesset Batantou, Mihaja Hery Tiana Ramiarinarivo | 3                                        | Les Enfoirés 2021 – À côté de vous Les Enfoirés |                                          |          |
| Bande organisée 13 Organisé feat. Jul, Houari, Solda, Elams, Kofs, Soso Maness, Sch & Naps Julien François Alain Mari, Mohamed Houari Arif, Abdou Fatahou Ali, Elamine Ali, Foued Nabba, Sofien Akim Manessour, Julien Schwarzer, Nabil Boukhobza | 4                                        | Jvlivs II Julien Schwarzer                      |                                          |          |
| Montero (Call Me by Your Name) Lil Nas X Montero Lamar Hill, David Charles Marshall Biral, Denzel Michael Akil Baptiste, Rosario Peter Lenzo IV, Omer Fedi | 5                                        | QALF Damso                                      |                                          |          |
| Save Your Tears The Weeknd Martin Karl Sandberg, Abel Tesfaye, Ahmad Balshe, Oscar Thomas Holter, Jason Matthew Quenneville | 6                                        | 30 Adele                                        |                                          |          |
| Le temps Tayc Raphaël Aurelien Nyamien Loua, Julien Franck Bouadjie Kamgang | 7                                        | N’attendons pas Vianney                         |                                          |          |
| Fever Dua Lipa feat. Angèle Dua Lipa, Caroline Ailin Buvik Furøyen, Angèle Aimée Joséphine Van Laeken, Jacob Kasher Hindlin, Ian Eric Kirkpatrick, Julia Carin Cavazos | 8                                        | Demain ça ira Jul                               |                                          |          |
| La Seleção Alonzo feat. Naps & Jul Julien François Alain Mari, Nabil Boukhobza, Kamel Kasmi, Kassimou Djae | 9                                        | Versus Vitaa & Slimane                          |                                          |          |
| Mona Lisa Booba feat. JSX Chris Tsika Kabala, Malika Zoubir, Ahmed-Anis Tamim, Khalid Ahlalou, Élie Thitia Yaffa, Jason Koutay Elice | 10                                       | Chasseur d’étoiles Soprano                      |                                          |          |